# Montebrasita
La montebrasita es un fosfato de litio y aluminio que forma una serie con la ambligonita. En la montebrasita domina el OH, mientras que en la ambligonita domina el F. El nombre procede de la localidad de Montebras, en Creuse, Lemosín (Francia), donde se encontró por primera vez y que, por lo tanto, es la localidad tipo. En esta localidad también aparece el mineral con el término ambligonita dominante, por lo que su definición como especie nueva no fue fácil, y de hecho se confunden una con otra en publicaciones antiguas y en informes mineros, que suelen utilizar genéricamente el término ambligonita. Realmente, en la gran mayoría de los casos, esa supuesta ambligonita es realmente montebrasita, que es, de lejos, el término más común.

## Propiedades físicas y químicas
La montebrasita aparece generalmente como masas espáticas de color blanco, que realmente son cristales anhedrales de un tamaño de hasta un metro, asociada a cuarzo, y frecuentemente a casiterita, tantalita y diversos sulfuros. Desde el punto de vista químico, la serie que forma con la ambligonita es completa. Se ha indicado la presencia de sodio en este mineral, incluso creando una supuesta variedad, la natromontebrasita, pero realmente la estructura del mineral acepta muy poco sodio, menos del 0,2%, de modo que el que aparece en los análisis se debe a la mezcla con otros minerales, como lacroixita y wardita.

## Aplicaciones
Los yacimientos de minerales de la serie ambligonita-montebrasita son de tamaño relativamente pequeño, pero fueron durante muchos años una de las principales menas de litio, cuando este elemento tenía aplicaciones limitadas en farmacia, para lubricantes especiales, porcelanas y para purificar la atmósfera de lugares cerrados, como submarinos. Actualmente, ante el gran consumo de litio para baterías eléctricas de alta potencia, estos minerales son una fuente poco relevante, siendo la espodumena y los yacimientos salinos como fuentes principales.

## Yacimientos
Los mejores cristales, de desarrollo tabular, transparentes e incoloros o de color amarillo, de un tamaño d varios centímetros, se encuentran en diversas pegmatitas de Divino das Laranjeiras y de Mendes Pimentel, en Minas Gerais (Brasil). En los demás yacimientos en las que aparece solamente se encuentram de forma ocasional, cristales de tamaño milimétrico. En Montebrás, Creuse (Francia) la ambligonita-montebrasita (al contrario que en la mayoría de los yacimientos, es más abundante la ambligonita) se extrajo como mena de litio, destinada a la industria química y facrmacéutica,  a principios del siglo XX, en una mina explotada inicialmente para la casiterita. En España se extrajo industrialmente a principios del siglo XX en la mina Carmelita, en el paraje de Valdeflores, término municipal de Cáceres, por cuenta de la empresa Tin & Amblygonite Mines Ltd., que vendía la producción a la Société Anonyme des Établisements Poulenc-Freres. Durante la Segunda Guerra Mundial, el litio era un elemento estratégico para Alemania, de modo que se explotaron mediante empresas controladas por este país, las minas de Cáceres y también las minas de la zona de La Barquilla, en Villar de la Yegua (Salamanca). la producción española de minerales de litio llegó a representar en algunos momentos cerca del 90% del total del que pudo obtener Alemania para su industria bélica. En el Grupo Minero Golpejas, en los municipios de Golpejas y Vega de Tirados (Salamanca) se encuentra un yacimiento en el que aparece casiterita, tantalita y montebrasita, que fue estudiado a partir del año 2000 por la empresa Solid Mines España S.A.U para recuperar conjuntamente estos tres minerales, aunque finalmente no se puso en actividad.